# جون بيج (سياسي أمريكي)
جون بيج (بالإنجليزية: John Page)‏ هو ضابط وسياسي أمريكي، ولد في 21 مايو 1787 في هافرهيل في الولايات المتحدة، وتوفي بنفس المكان في 8 سبتمبر 1865. حزبياً، نشط في الحزب الديمقراطي. وقد انتخب حاكم نيو هامبشاير ‏ وانتخب عضو مجلس الشيوخ الأمريكي.